# ジョフリー・ブシャール
ジョフリー・ブシャール (Geoffrey Bouchard, 1992年4月1日 - )は、フランス、ディジョン出身の自転車競技選手。名は「ジョフレ」とも表記される。現在はUCIワールドチームのAG2R・シトロエン・チームに所属。
2019年、グランツール初参加となったブエルタ・ア・エスパーニャで山岳賞を獲得。2021年のジロ・デ・イタリアでは1984年にローラン・フィニョンが獲得して以来、37年ぶりにフランス人として山岳賞を獲得した。

## 主な戦績
2018
フランス選手権ロードレース アマチュア部門 優勝
ツール・アルザス　 総合優勝
第2ステージ 区間優勝
ツール・ド・ジェヴォーダン 3位
2019
ブエルタ・ア・エスパーニャ
 山岳賞
 第9ステージ 敢闘賞
2021
ジロ・デ・イタリア　 山岳賞
パリ〜カマンベール 3位
フランス選手権ロードレース 9位
ブエルタ・ア・ブルゴス 総合9位
モン・ヴァントゥー・デニベル・チャレンジ 10位
2022
ツアー・オブ・ジ・アルプス 区間優勝（第1ステージ）